# پویش (فیلم ۲۰۰۶)
«پویش» (انگلیسی: Quest) یک فیلم است که در سال ۲۰۰۶ منتشر شد.